# Anton von Bechtolsheim

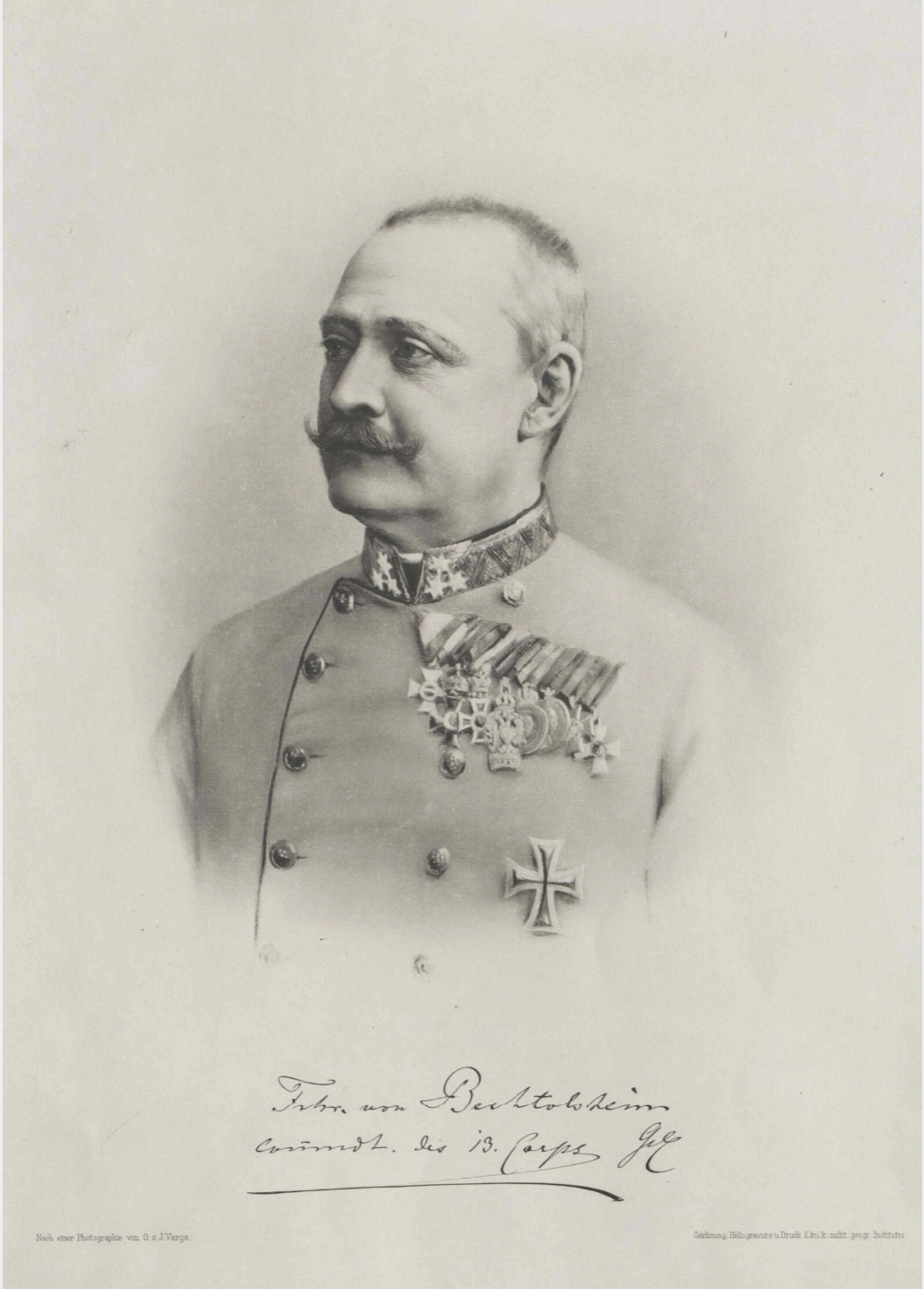
Anton von Bechtolsheim (ca. 1890)

Anton Freiherr von Mauchenheim genannt Bechtolsheim (* 13. Dezember 1834 in Würzburg; † 25. Januar 1904 in Wien) war österreichischer General der Kavallerie deutscher Herkunft.

## Leben
Anton von Mauchenheim gen. Bechtolsheim entstammte der unterfränkischen Linie der Adelsfamilie von Mauchenheim genannt Bechtolsheim. Sein Vater war der königlich-bayerische Kommandant Johann Philipp Gottfried Freiherr von Mauchenheim gen. Bechtolsheim (17. Juli 1789 bis 6. September 1848); seine Mutter war Karoline, geborene Freiin von Gagern (13. März 1801 bis 2. Juni 1895).
Anton von Bechtolsheim trat 1852 als Regimentskadett in das österreichische Heer ein. 1866 kämpfte er als Ulanenrittmeister im Dritten Italienischen Unabhängigkeitskrieg auf Seiten Habsburgs gegen Italien und wurde nach der Schlacht bei Custozza (1866) mit dem Maria-Theresien-Orden ausgezeichnet.
1869 erfolgte seine Ernennung zum Major und Flügeladjutant des Kaisers, den er 1869 auf der Orientreise zur Eröffnung des Suezkanals begleitete.
Schon ein Jahr später (1870) wechselte er als Militärattaché (und seit 1872 Militärbevollmächtigter) an den Hof des russischen Zaren in St. Petersburg. Er wurde Oberstleutnant und zugleich Ritter des St. Stefans-Orden. Seit 1877 war er im russischen Hauptquartier bis zur Einnahme von Plewna im Jahre 1878.
Danach kehrte Bechtolsheim zurück nach Wien. 1880 wurde er Regimentskommandeur und 1882 Generalmajor, 1887 Feldmarschallleutnant, 1889 kommandierender General in Lemberg und 1891 in Agram. 1894 wurde er zum General der Kavallerie ernannt und noch mit 69 Jahren im Jahre 1902 Kommandant der Trabanten-Leibgarde.

## Nachleben
Die Liegenschaft des Österreichischen Bundesheeres in Wiener Neustadt, Pernersdorferstraße 44, war von 1903 bis 1920 Kavallerie-Kaserne und dann von 1920 bis 1967 Infanterie-Kaserne. 1967 wurde sie umbenannt in „Bechtolsheim-Kaserne“ (bis zum Verkauf der Liegenschaft 2012).